# 동래 효성해링턴 플레이스
동래 효성해링턴 플레이스(영어: Dongnae Hyosung Harrington Place)는 대한민국 부산광역시 동래구 온천동 1366-30에 위치한 초고층 아파트 단지이다. 3개동 49층으로 구성되어 있다. 부산 미남로타리 스카이파크 무산 후에 들어섰다.

## 같이 보기
- 부산광역시의 마천루 목록